# 南多斯帕洛斯 (加利福尼亞州)
南多斯帕洛斯（英語：South Dos Palos）是位於美國加利福尼亞州默塞德縣的一個人口普查指定地區。

## 地理
南多斯帕洛斯的座標為36°57′52″N 120°39′12″W / 36.96444°N 120.65333°W，而該地最高點為海拔高度36米（即118英尺）。

## 人口
根據2010年美國人口普查的數據，南多斯帕洛斯的面積為3.975平方千米，均為陸地。當地共有人口1620人，而人口密度為每平方千米407人。